# Segundo Durandal
Segundo Durandal (1912. március 17. – 1976. január 12.), bolíviai válogatott labdarúgó.
A bolíviai válogatott tagjaként részt vett az 1930-as világbajnokságon és az 1926-os és az 1927-es Dél-amerikai bajnokságon.

## Külső hivatkozások
- Segundo Durandal a FIFA.com honlapján Archiválva 2015. február 4-i dátummal a Wayback Machine-ben